# Primorska
Primorska (također i Slovensko primorje; Primorska Slovenija) zapadni je dio Slovenije. Ovaj se pojam kao naziv krajnje sjeverne obale Jadrana rabi od 19. stoljeća, a danas je to neslužbena pokrajina u Sloveniji koja obuhvaća područje Nove Gorice, te priobalni i unutarnji krški kraj.

## Zemljopisne značajke
Premda se pokrajina naziva Primorska, najveći dio njezina današnjeg područja nalazi se u unutrašnjosti, odvojen od mora talijanskom granicom. Priobalni dio smješten je na 46 km obale Istre. U unutrašnjosti se smjestila Vipavska dolina, a između nje i Tršćanskog zaljeva započinje krški kraj koji se proteže prema sjeverozapadu, sve do doline Soče. Krško područje obuhvaća oko 500 km2, od čega tek manji dio u Italiji. Područje oko Nove Gorice obično se naziva sjeverna Primorska, a proteže se uz dolinu Soče, sve do Tolmina. U tom dijelu uzdiže se već i visoko gorje s planinama Krn i Kanin. Prijevoj Vršič (1618 m) označava ujedno i granicu između Primorske i Gorenjske.
Primorska graniči na jugoistoku s Notranjskom, na sjeveroistoku s Gorenjskom, na zapadu s Italijom, a na jugu s Hrvatskom.
Od gospodarskih grana, osobito je razvijen turizam, a Kopar, uz Trst i Rijeku, pripada među najveće luke ovog dijela Jadrana. Usto, razvijena je proizvodnja prehrambenih proizvoda i bezalkoholnih pića (Fructal), te vinogradarstvo.
Stanovništvo je miješano, a u brojnim mjestima, uz slovenski jezik, u službenoj je u porabi i talijanski. U istarskom dijelu Primorske živi i malobrojna hrvatska manjina.
Važniji gradov Primorske su Nova Gorica, Kopar, Izola, Ajdovščina, Tolmin, Sežana, Bovec, Piran.

## Povijest
Primorsku, koja se u Austro-ugarskoj Monarhiji službeno nazivala Austrijsko primorje (njem. Österreichisches Küstenland), činila je Kneževska grofovija Gorica i Gradišče, potom Markgrofovija Istra, te grad Trst. U Prvom svjetskom ratu ovdje je uspostavljeno bojište na Soči, poznata po iscrpljujućem rovovskom ratu i teškom talijanskom porazu kod Kobarida. U 20. stoljeću taj se naziv često širio i na dijelove Kranjske, to jest Notranjske koji su bili pod Talijanskom vlašću. Nakon Drugog svjetskog rata SR Sloveniji unutar SFRJ pripadaju dijelovi Goriške i Istre, koji zajedno čine neformalnu pokrajinu Primorsku. Takvo je stanje i u neovisnoj Sloveniji.
Ponekad se dijelom Primorske drže i oni dijelovi Furlanije-Julijska krajina koje pretežito naseljavaju Slovenci.

## Vanjske poveznice
- Primorska (slov.)